# David Černý
David Černý, född 15 december 1967 i Prag, är en tjeckisk skulptör vars verk kan ses på många platser i Prag.

## Konstnärskap
Černý blev ökänd 1991 genom att måla en sovjetisk tank rosa – tanken var avsedd att utgöra ett krigsmonument i centrala Prag. Då ett monument över sovjetiska stridsvagnsbesättningar fortfarande var ett nationellt kulturminnesmärke på den tiden, ansågs hans handling av civil olydnad som "huliganism” och han greps kort därefter. Ett annat av Černýs iögonfallande bidrag till Prag är Tower babies, en serie gjutna figurer av krypande spädbarn vid TV-tornet i Žižkov.
År 2005 skapade Černý Hajen, en bild av Saddam Hussein i en behållare med formaldehyd. Arbetet presenterades vid Pragbiennalen 2 samma år. Arbetet är en direkt parodi på ett verk 1991 av Damien Hirst. År 2006 förbjöds arbetet två gånger, först i Middelkerke i Belgien, sedan i Bielsko-Biala i Polen. Borgmästaren i Middelkerke, Michel Landuyt, medgav att han var orolig för att utställningen skulle "chocka människor, inklusive muslimer", i en tid som redan fläckats av spänningar i samband med de danska karikatyrerna föreställande profeten Muhammed.
Černýs Entropa skapades för att markera det tjeckiska ordförandeskapet för Europeiska unionens råd under första halvan av 2009, men konstverket ledde till kontroverser för sina stereotypa skildringar av olika EU-länder. Dessutom visade det sig att det skapats av Černý och två vänner i stället för, som utlovat, vara ett samarbete mellan konstnärer från vart och ett av medlemsländerna. Vissa av EU:s medlemsstater reagerade negativt på skildringen av deras land. Till exempel beslutade Bulgarien att kalla in den tjeckiske ambassadören i Sofia för att diskutera illustrationen av Balkanlandet som en samling huktoaletter.
För Olympiska sommarspelen 2012 skapade Černý London Booster – en dubbeldäckad buss med mekaniska armar för att göra armhävningar.

## Priser
År 2000 tilldelades Černý Jindřich Chalupecký-priset.

## Galleri

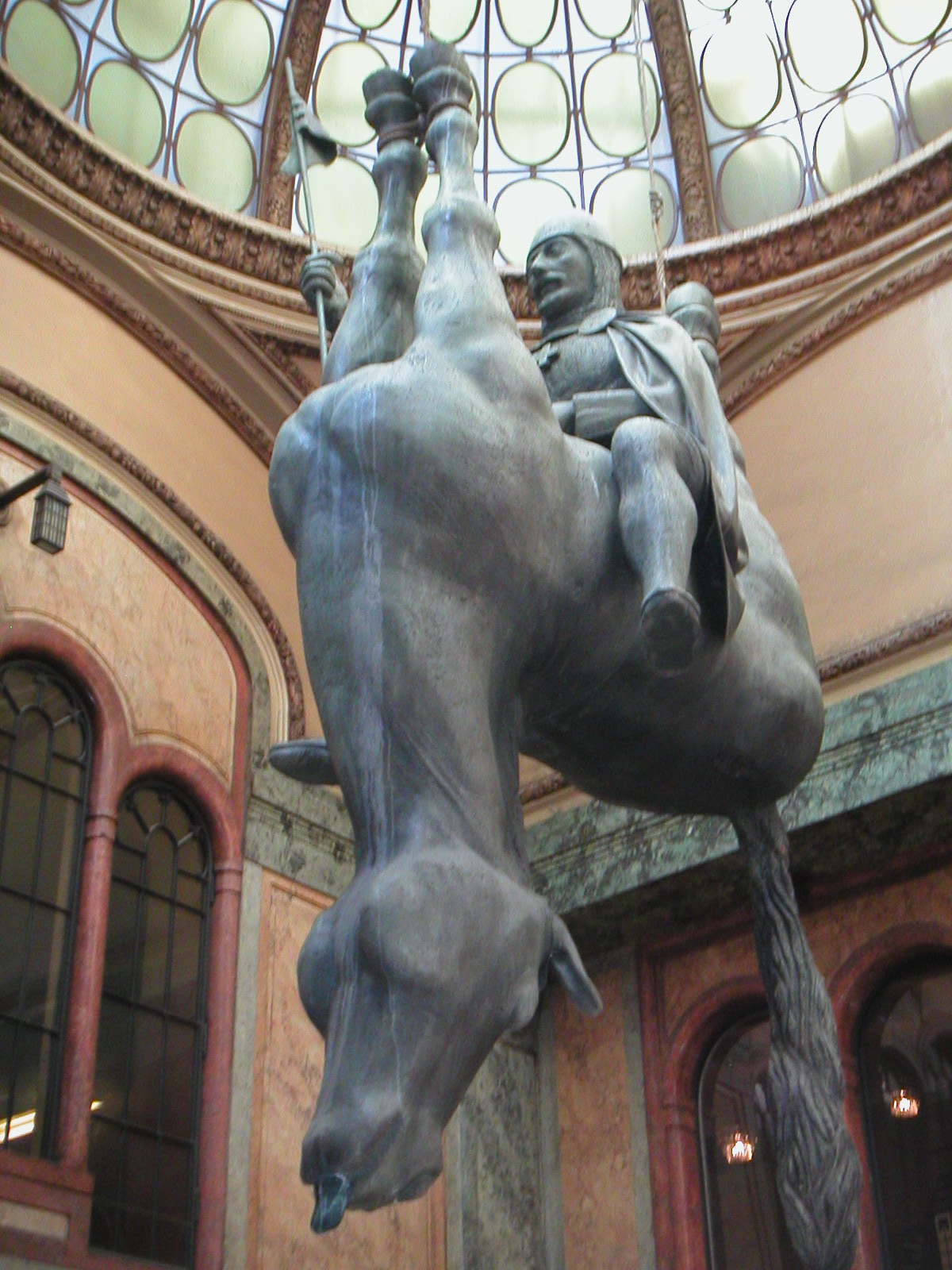
Staty av Sankt Wenzel ridande en död häst. Jämför med denna staty av Josef Václav Myslbek.
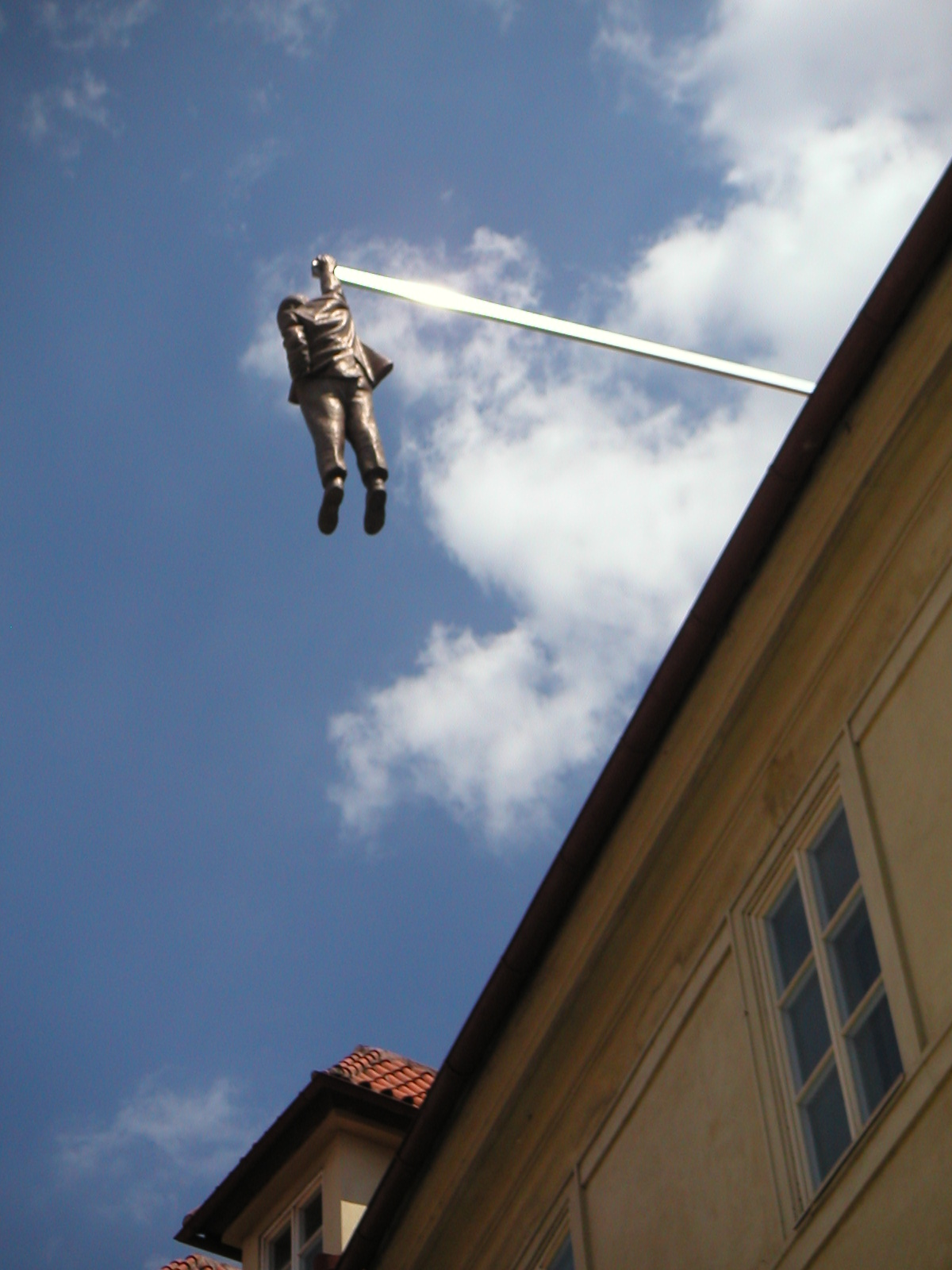
Staty av Sigmund Freud hängande i en hand.
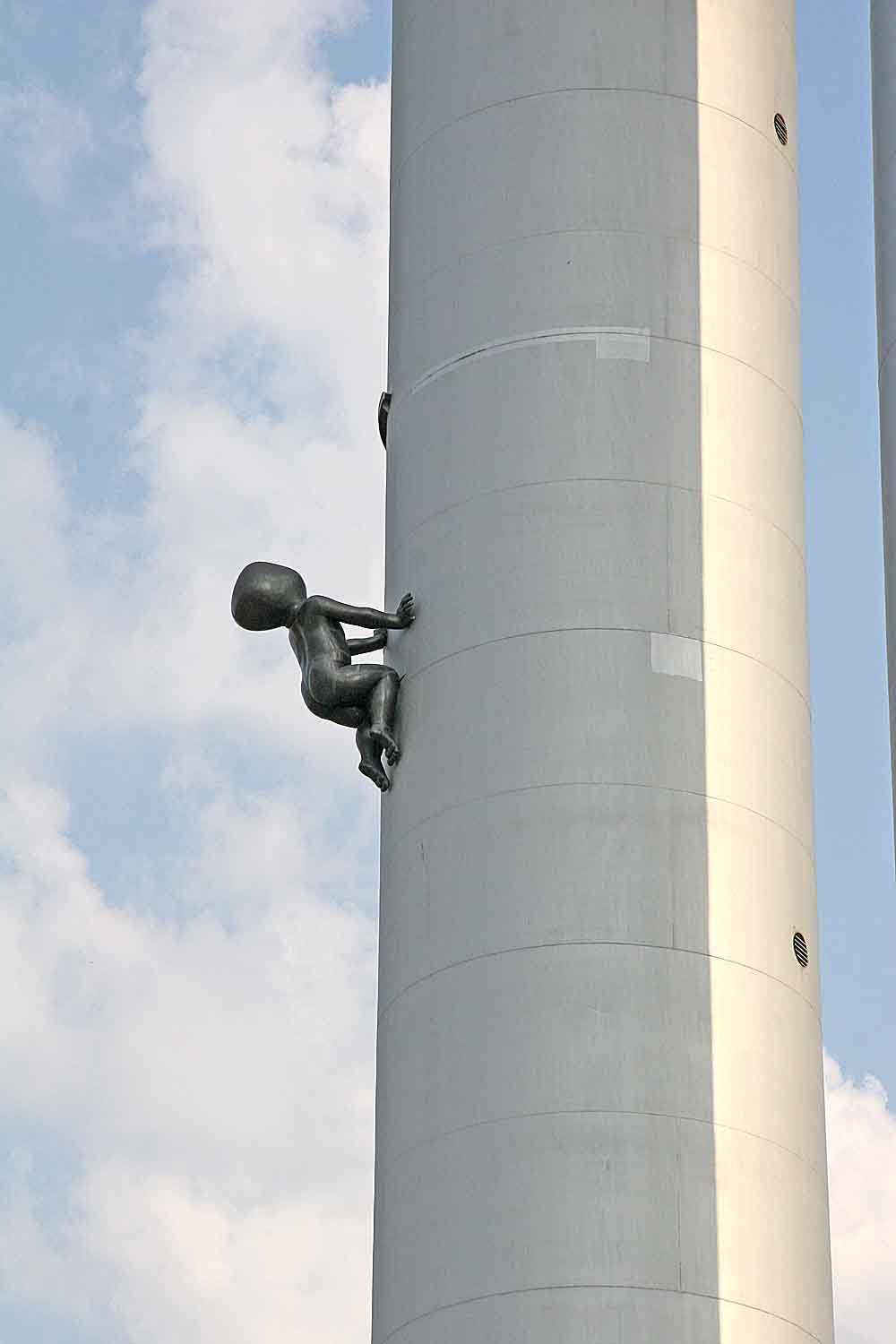
En "tower baby".
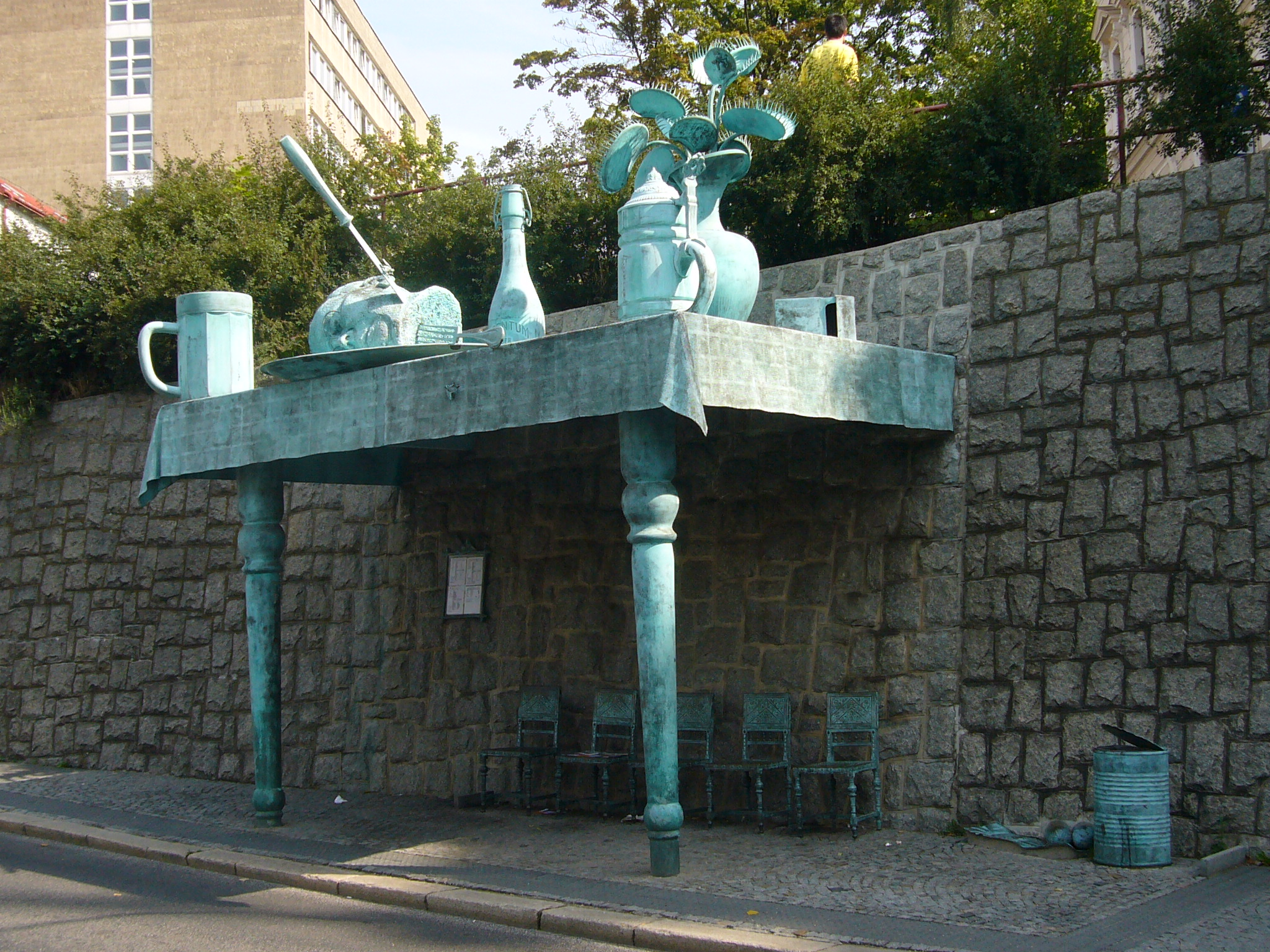
Jättarnas fest (busshållplats i Liberec)
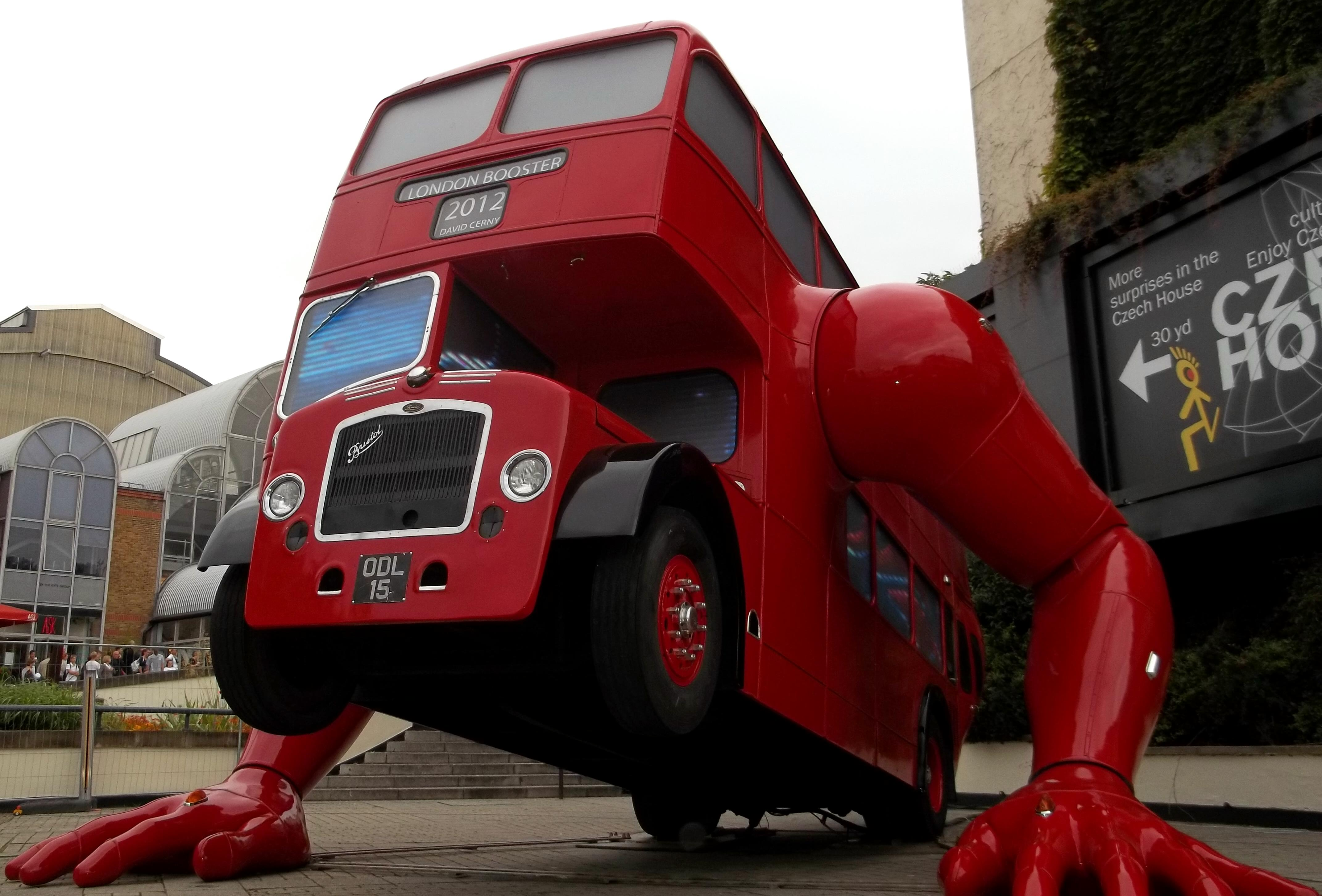
London Booster framför tjeckiska huset i London
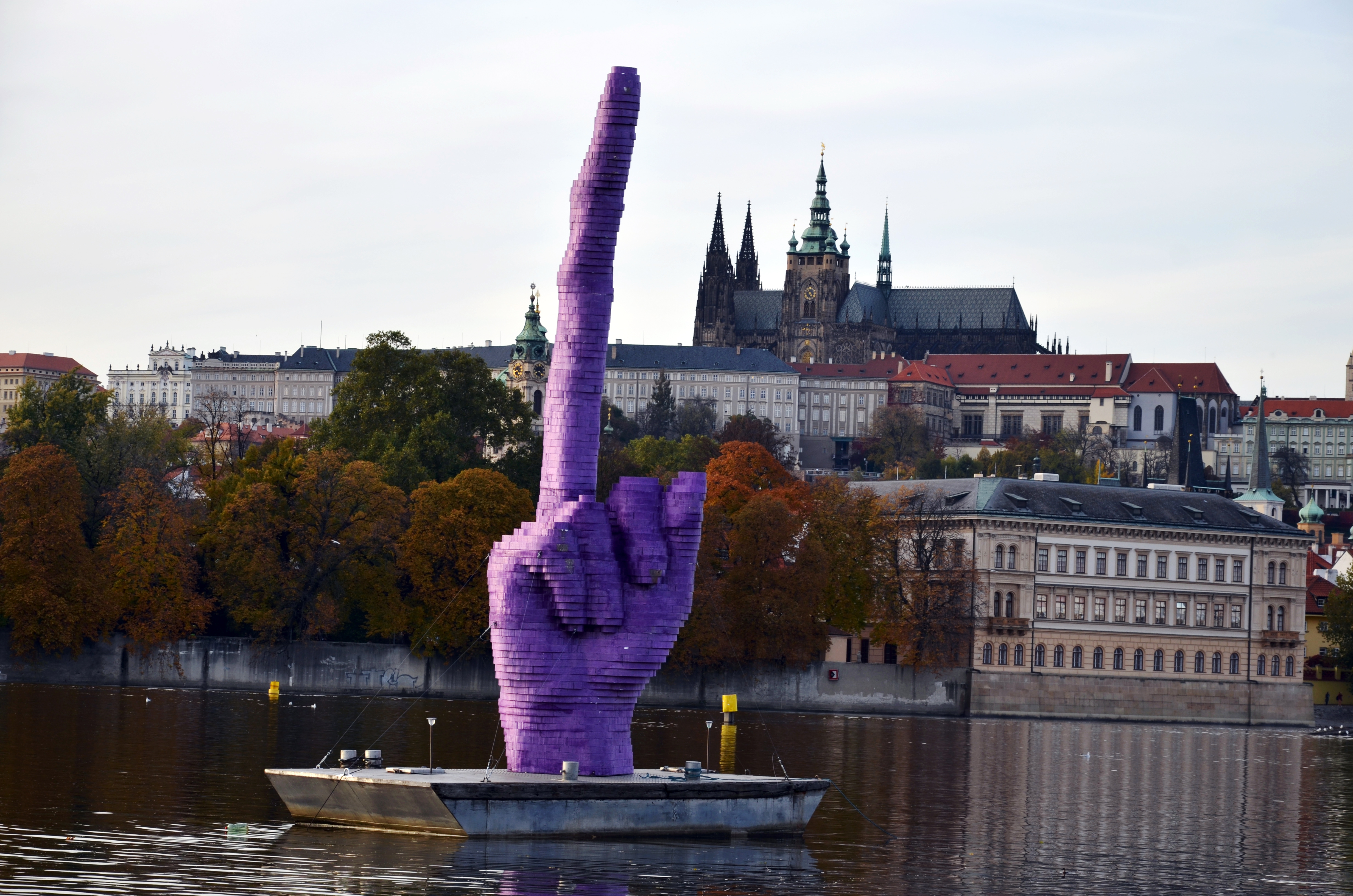
Gesture, 21 oktober 2013, Prag